# Liste der Kulturdenkmale in Radebeul-Wahnsdorf

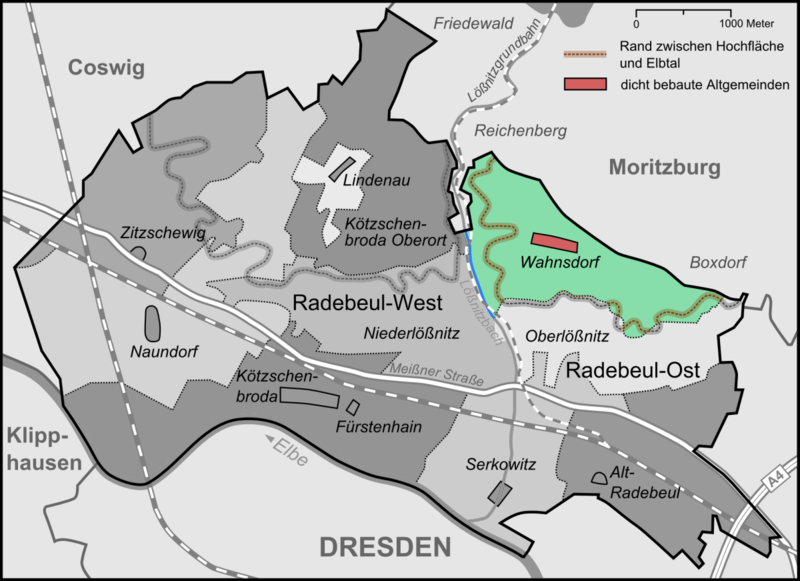
Übersicht über die Lage der Radebeuler Stadtteile, Wahnsdorf farblich markiert

Die Liste der Kulturdenkmale in Radebeul-Wahnsdorf gibt eine Übersicht über die Kulturdenkmale im Stadtteil Wahnsdorf der sächsischen Stadt Radebeul anhand des Stands der Denkmalliste vom 24. Mai 2012.
Einen Überblick über die Radebeuler Kulturdenkmale gibt die Liste der Kulturdenkmale in Radebeul, eine Zusammenfassung aller Adressen mit Kulturdenkmalen gibt die Liste der Kulturdenkmaladressen in Radebeul. Die Zuordnung der Straßen zum Stadtteil findet sich in der Liste der Straßen und Plätze in Radebeul-Wahnsdorf.
Grundlage der Auflistung sind die angegebenen Quellen. Diese Angaben ersetzen nicht die rechtsverbindliche Auskunft der zuständigen Denkmalschutzbehörde.

## Legende
Die in der Tabelle verwendeten Spalten listen die im Folgenden erläuterten Informationen auf:
- Name, Bezeichnung: Bezeichnung des einzelnen Objekts.
- Adresse, Lage: Heutige Straßenadresse, Lagekoordinaten.
- Kennung: Die von der Denkmalpflege verwendete Kennung für Nebenobjekte (z. B. Adressen ohne und mit „a“, Adresse mit 9000er Angabe, dazu Ergänzungen mit „-I“).
- Datum: Besondere Baujahre, so weit bekannt oder ableitbar, teilweise auch Datum der Ersterwähnung der Liegenschaft.
- Baumeister, Architekten: Baumeister, Architekten und weitere Kunstschaffende.
- Denkmalumfang, Bemerkung: Nähere Erläuterung über den Denkmalstatus, Umfang der Liegenschaft und ihre Besonderheiten.[1]
- Bild: Foto des Hauptobjekts.

## Liste der Kulturdenkmale
| Name, Bezeichnung                               | Adresse, Koordinaten            | Kennung                    | Datum                                        | Baumeister, Architekten                                                        | Denkmalumfang, Bemerkung | Bild |
| ----------------------------------------------- | ------------------------------- | -------------------------- | -------------------------------------------- | ------------------------------------------------------------------------------ | --- | --- |
| Lößnitzgrundbahn                                | (Kleinbahntrasse)               | Kleinbahntrasse 9000       | 1883/84                                      |                                                                                | Trasse der Schmalspurbahn sowie Durchlässe (darunter gemauerte Bögen), Teile der Stützmauer und Fernmeldefreileitung                                                        | Brücke des Lößnitzdackels über den Rieselgrund |
| Albertstein                                     | Altwahnsdorf (Lage)             | Altwahnsdorf 9000          | 1903                                         |                                                                                | Gedenkstein | Albertstein |
| Triangulationspfeiler                           | Altwahnsdorf 12 (Lage)          | Altwahnsdorf 9012          | 1865                                         |                                                                                | Triangulationspfeiler der sächsischen Landvermessung im 19. Jahrhundert | Triangulationspfeiler (Wahnsdorf) |
| Vierseithof Altwahnsdorf 44                     | Altwahnsdorf 44 (Lage)          |                            | Anfang 19. Jh., 1899, 1913                   | Alwin Höhne (Wiederaufbau Scheune)                                             | Wohnhaus, Auszugshaus mit Kumthalle, Scheune und Toranlage eines Dreiseithofs                                                                                               | Dreiseithof Altwahnsdorf 44 |
| Vierseithof Altwahnsdorf 44                     | Altwahnsdorf 44 (Lage)          | Altwahnsdorf 9044-I        | Anfang 19. Jh., 1899, 1913                   | Alwin Höhne (Wiederaufbau Scheune)                                             | Seitengebäude mit Kumthalle eines Dreiseithofs | Dreiseithof Altwahnsdorf 44 |
| Vierseithof Altwahnsdorf 44                     | Altwahnsdorf 44 (Lage)          | Altwahnsdorf 9044-II       | Anfang 19. Jh., 1899, 1913                   | Alwin Höhne (Wiederaufbau Scheune)                                             | Scheune eines Dreiseithofs | Dreiseithof Altwahnsdorf 44 |
| Kriegerdenkmal                                  | Altwahnsdorf (Lage)             | Altwahnsdorf 9063-I        | 1920er Jahre                                 |                                                                                | Ehrenmal für die Gefallenen des Ersten Weltkrieges | Kriegerdenkmal am Anger von Altwahnsdorf |
| Toranlage Altwahnsdorf 63                       | Altwahnsdorf 63 (Lage)          | Altwahnsdorf 9063-II       | 1769                                         |                                                                                | Toranlage eines Bauernhofs | Toranlage Altwahnsdorf 63 |
| Gehöft Altwahnsdorf 66                          | Altwahnsdorf 66 (Lage)          |                            | um 1800                                      |                                                                                | Bauernhaus mit Nebengebäude | Wohnstallhaus Altwahnsdorf 66 |
| Gehöft Altwahnsdorf 66                          | Altwahnsdorf 66 (Lage)          | Altwahnsdorf 9066-II       |                                              |                                                                                | Nebengebäude zum Wohnstallhaus | Wohnstallhaus Altwahnsdorf 66 |
| Bauernhof Altwahnsdorf 86                       | Altwahnsdorf 86 (Lage)          |                            | 18. Jh.                                      |                                                                                | Bauernhaus mit Toranlage | Bauernhof Altwahnsdorf 86 |
| Wilhelmshöhe                                    | An der Wilhelmshöhe 10 (Lage)   |                            | um 1860, Pavillon um 1900                    |                                                                                | Gasthof, Hauptgebäude mit seitlichem Pavillon. Direkt nördlich stand ein Ziegelbrennofen von Christian Gottlieb Ziller                                                      | Wilhelmshöhe |
| Wilhelmshöhe                                    | An der Wilhelmshöhe 10 (Lage)   | An der Wilhelmshöhe 9010   | 1897/98                                      |                                                                                | Seitlicher Pavillon zum Gasthof Wilhelmshöhe | Wilhelmshöhe |
| Weingut „Graue Presse“                          | Graue-Presse-Weg 16/16a (Lage)  | Graue-Presse-Weg 9016      | 17. / 18. Jh.                                |                                                                                | Charakteristische Eingangssituation mit Einfriedungsmauer und Baumgruppe, im Grundstück der ehemaligen Grauen Presse ursprüngliche Trockenmauern                            | Eingangssituation Graue-Presse-Weg 16 |
| Landhaus Max Gröger                             | Graue-Presse-Weg 54 (Lage)      |                            | 1932                                         |                                                                                | Landhaus in Holzbauweise | Landhaus Max Gröger |
| Nebengebäude der Villa Tautzschgenhof           | Graue-Presse-Weg 60 (Lage)      |                            | 1911, 1913                                   | Georg Heinsius von Mayenburg (Entwurf), Johannes Eisold (Bau), Bernhard Gölker | Wohnhaus, freistehendes Wirtschaftsgebäude und Reste der Toranlage (ehem. Teil des Tautzschgenhofs). Eigentümer Richard Seifert und Otto Walther                            | Tautzschgenhof: Kutscherhaus (an der Straße) |
| Nebengebäude der Villa Tautzschgenhof           | Graue-Presse-Weg 60 (Lage)      | Graue-Presse-Weg 9060-I    | 1911, 1913                                   | Georg Heinsius von Mayenburg (Entwurf), Johannes Eisold (Bau), Bernhard Gölker | Scheune (ehem. Teil des Tautzschgenhofs). Eigentümer Richard Seifert und Otto Walther                                                                                       | Tautzschgenhof: Zwischenbau, Garage und Stall (vom Tor aus) |
| Nebengebäude der Villa Tautzschgenhof           | Graue-Presse-Weg 60 (Lage)      | Graue-Presse-Weg 9060-II   | 1911, 1913                                   | Georg Heinsius von Mayenburg (Entwurf), Johannes Eisold (Bau), Bernhard Gölker | Remise/Kutscherhaus (ehem. Teil des Tautzschgenhofs). Eigentümer Richard Seifert und Otto Walther                                                                           | Tautzschgenhof: Zwischenbau, Garage und Stall (vom Tor aus) |
| Nebengebäude der Villa Tautzschgenhof           | Graue-Presse-Weg 60 (Lage)      | Graue-Presse-Weg 9060-III  | 1911, 1913                                   | Georg Heinsius von Mayenburg (Entwurf), Johannes Eisold (Bau), Bernhard Gölker | Remise/Kutscherhaus (ehem. Teil des Tautzschgenhofs). Eigentümer Richard Seifert und Otto Walther                                                                           | Tautzschgenhof: Zwischenbau, Garage und Stall (vom Tor aus) |
| Villa Tautzschgenhof                            | Graue-Presse-Weg 62 (Lage)      |                            | 1911, 18. Jh. (älterer Putto)                | Georg Heinsius von Mayenburg (Entwurf), Johannes Eisold (Bau)                  | „Ursprünglich erhaltene Jugendstilvilla mit neobarocken Elementen“, mit Brunnenhäuschen, Putten und Garten. Wirtschaftsgebäude. Eigentümer Richard Seifert und Otto Walther | Villa Tautzschgenhof |
| Villa Tautzschgenhof                            | Graue-Presse-Weg 62 (Lage)      | Graue-Presse-Weg 9062      | 1911, 18. Jh. (älterer Putto)                | Georg Heinsius von Mayenburg (Entwurf), Johannes Eisold (Bau)                  | Garten zur Villa Tautzschgenhof. Eigentümer Richard Seifert und Otto Walther                                                                                                | |
| Mietvilla Haußigstraße 3                        | Haußigstraße 3 (Lage)           |                            | um 1900                                      |                                                                                | Mietvilla | Mietvilla Haußigstraße 3 |
| Grundmühle                                      | Lößnitzgrundstraße 37 (Lage)    |                            | um 1820 (im Kern), weitere Umbauten bis 1900 | Carl Käfer                                                                     | Ehemaliges Mühlengebäude, später als Gasthaus genutzt | Grundmühle: Restaurantgebäude mit Veranda, links das ehemalige Mühlengebäude, im Vordergrund die ehemalige Bäckerei am Lößnitzbach, davor die Schienen des Lößnitzdackels |
| Villa Annabella                                 | Lößnitzgrundstraße 41 (Lage)    |                            | 1896–98                                      | Hans Wallbaum                                                                  | Gärtnerhaus und Stützmauer (zugehörig zu Lößnitzgrundstraße 43) | Gärtnerhaus der Villa Annabella |
| Villa Annabella                                 | Lößnitzgrundstraße 43 (Lage)    |                            | 1896–98, 1934, 2001                          | Hans Wallbaum                                                                  | Villa am Hang und Stützmauer. Radebeuler Bauherrenpreis 2002 | Villa Annabella |
| Elektrizitätswerk Niederlößnitz, Pönitzschmühle | Lößnitzgrundstraße 46/48 (Lage) |                            | 1895/97, 1903                                | Gebrüder Ziller (Entwurf Max Steinmetz) (Haus A)                               | Elektrizitätswerk Radebeul. (ehem.) Verwalterhaus und Nebengebäude mit Turmaufsatz des ehemaligen Elektrizitätswerkes (heute ESAG)                                          | Elektrizitätswerk Niederlößnitz Haus A |
| Elektrizitätswerk Niederlößnitz, Pönitzschmühle | Lößnitzgrundstraße 46/48 (Lage) | Lößnitzgrundstraße 9048-I  | 1895/97, 1903                                | Gebrüder Ziller (Entwurf Max Steinmetz) (Haus A)                               | Nebengebäude mit Turmaufsatz des ehemaligen Elektrizitätswerkes (heute ESAG)                                                                                                | Elektrizitätswerk Niederlößnitz Haus B |
| Elektrizitätswerk Niederlößnitz, Pönitzschmühle | Lößnitzgrundstraße 46/48 (Lage) | Lößnitzgrundstraße 9048-II | 1895/97, 1903                                | Gebrüder Ziller (Entwurf Max Steinmetz) (Haus A)                               | Nebengebäude des ehemaligen Elektrizitätswerkes (heute ESAG) | Elektrizitätswerk Niederlößnitz Haus c und D |
| Villa Lößnitzgrundstraße 47                     | Lößnitzgrundstraße 47 (Lage)    |                            | um 1890                                      |                                                                                | Villa | Villa Lößnitzgrundstraße 47 |
| Mietvilla Curt Pönitzsch                        | Lößnitzgrundstraße 49 (Lage)    |                            | 1903                                         | Hugo Große                                                                     | Villa | Mietvilla Curt Pönitzsch |
| Landhaus Heinrich Oswald Emil Günther           | Lößnitzgrundstraße 81 (Lage)    |                            | 1887                                         | Gebrüder Ziller                                                                | Villa | Landhaus Heinrich Oswald Emil Günther |
| Berggasthaus „Zum Pfeiffer“                     | Pfeifferweg 51 (Lage)           |                            | 1825, 1927                                   | Otto Rometsch (Entwurf Erweiterung), Alwin Höhne (Bau)                         | Gasthaus mit Verandaanbauten | Berggasthaus „Zum Pfeiffer“ (Ausschnitt) |

## Liste ehemaliger/abgegangener Bau-/Kulturdenkmale
| Name, Bezeichnung         | Adresse, Koordinaten   | Datum         | Baumeister, Architekten | Denkmalumfang, Bemerkung                                                 | Bild                          |
| ------------------------- | ---------------------- | ------------- | ----------------------- | ------------------------------------------------------------------------ | ----------------------------- |
| Häuslerei Altwahnsdorf 42 | Altwahnsdorf 42 (Lage) | 1. H. 19. Jh. |                         | Denkmalschutz wurde nach 2012 aufgehoben. Häuslerei                      | Häuslerei Altwahnsdorf 42     |
| Gehöft Altwahnsdorf 66    | Altwahnsdorf 66 (Lage) |               |                         | Denkmalschutz wurde nach 2012 aufgehoben. Nebengebäude zum Wohnstallhaus | Wohnstallhaus Altwahnsdorf 66 |

## Anmerkung
1. ↑  Diese Liste entspricht möglicherweise nicht dem aktuellen Stand der offiziellen Denkmalliste. Diese kann über die zuständigen Behörden eingesehen werden. Daher garantiert das Vorhandensein oder Fehlen eines Bauwerks oder Ensembles in dieser Liste nicht, dass es zum gegenwärtigen Zeitpunkt ein eingetragenes Denkmal ist oder nicht. Eine verbindliche Auskunft erteilt das Landesamt für Denkmalpflege Sachsen oder die Untere Denkmalbehörde.